# Maria d'Orange-Nassau
Maria d'Orange-Nassau, Maria dei Paesi Bassi (olandese: Prinses Wilhelmina Frederika Anna Elisabeth Marie der Nederlanden, Prinses van Oranje-Nassau; Wassenaar, 5 luglio 1841 – Neuwied, 22 giugno 1910), è stata una principessa olandese, era la quarta e più giovane figlia del principe Federico dei Paesi Bassi e fu la moglie di Guglielmo, 5º Principe di Wied. Era la madre di Guglielmo, principe di Albania.

## Biografia
Marie nacque a Wassenaar, nei Paesi Bassi, come quarto dei figli e figlia più giovane del principe Federico dei Paesi Bassi (1797-1881) secondo figlio di Guglielmo I dei Paesi Bassi, e sua moglie, la principessa Luisa di Prussia (1808-1870), figlia di Federico Guglielmo III di Prussia.
La principessa Maria soffrì in tenera età problemi di udito, e come sua sorella Luisa, era stata considerata poco attraente ma una ereditiera davvero spettacolare. I suoi genitori speravano di sposarla a Alberto Edoardo, Principe di Galles (poi Edoardo VII del Regno Unito). La madre di Edoardo, la regina Vittoria, in origine una sostenitrice dell'unione, fece saltare il piano dopo l'incontro con lei e la trovò poco attraente.

## Matrimonio

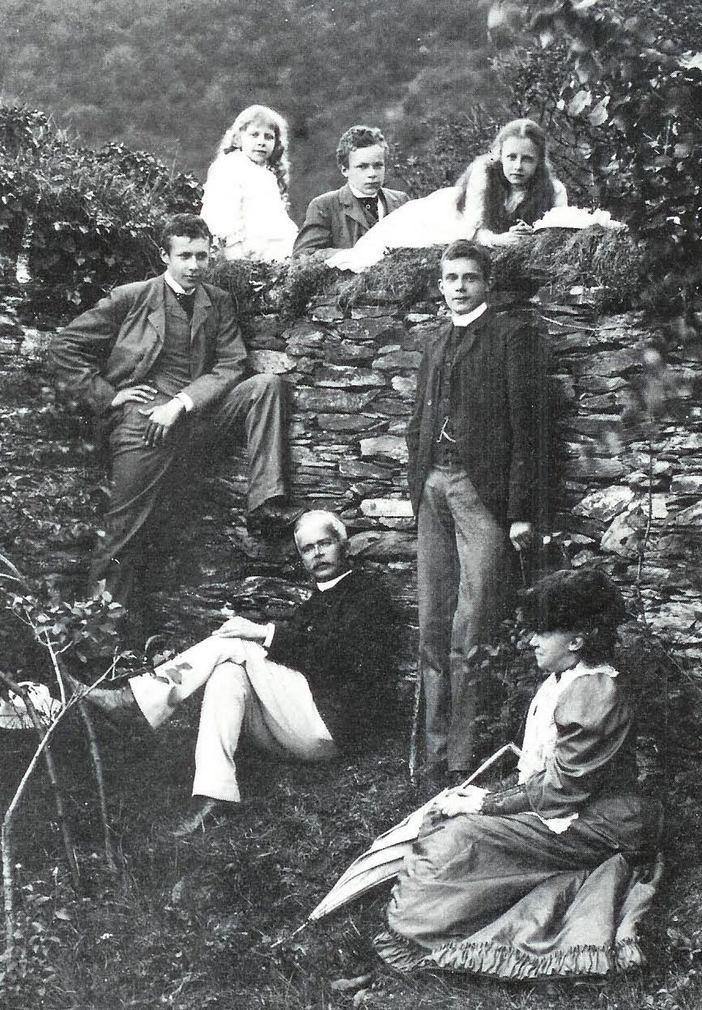
Maria con la sua famiglia

Maria sposò il 18 luglio 1871 a Wassenaar, Guglielmo, principe di Wied (1845-1907), figlio maggiore di Ermanno, Principe di Wied e della principessa Maria di Nassau.
La coppia ebbe sei figli:
- Federico, principe di Wied (27 giugno 1872 - 18 giugno 1945), sposò principessa Paolina di Württemberg, ebbero figli.
- principe Alessandro di Wied (28 maggio 1874 - 15 gennaio 1877);
- Guglielmo, principe di Albania (26 marzo 1876 - 18 aprile 1945), sposò la principessa Sofia di Schönburg-Waldenburg (1885-1936), ebbero figli.
- Vittorio (7 dicembre 1877 – 1º marzo 1946), sposò la contessa Gisella di Solms-Widenfels (1891–1976), ebbe discendenza
- principessa Luisa di Wied (24 ottobre 1880-29 agosto 1965);
- principessa Elisabetta di Wied (28 gennaio 1883-14 novembre 1938).

## Morte
Morì a Neuwied, il 22 giugno 1910 all'età di 69 anni.

## Titoli e trattamento
- 5 luglio 1841 – 18 luglio 1871: Sua Altezza Reale Principessa Maria dei Paesi Bassi, Principessa di Orange-Nassau
- 18 luglio 1871 – 22 ottobre 1907: Sua Altezza Reale La Principessa di Wied
- 22 ottobre 1907 – 22 giugno 1910: Sua Altezza Reale La Principessa Madre di Wied

## Ascendenza
|                                   |                                  |                                           | Genitori                                               |  |  | Nonni |  |  | Bisnonni                     |  |  | Trisnonni                     |  |
|                                   |                                  |                                           |                                                        |  |  |       |  |  | Guglielmo V di Orange-Nassau |  |  | Guglielmo IV di Orange-Nassau |  |
|                                   |                                  |                                           |                                                        |  |  |       |  |  | Guglielmo V di Orange-Nassau |  |  | Guglielmo IV di Orange-Nassau |  |
|                                   |                                  | Anna di Hannover                          |                                                        |  |  |       |  |  | Guglielmo V di Orange-Nassau |  |  |                               |  |
| Guglielmo I dei Paesi Bassi       |                                  |                                           |                                                        |  |  |       |  |  | Guglielmo V di Orange-Nassau |  |  |                               |  |
|                                   |                                  | Guglielmina di Prussia                    | Augusto Guglielmo di Prussia                           |  |  |       |  |  |                              |  |  |                               |  |
|                                   |                                  | Guglielmina di Prussia                    | Augusto Guglielmo di Prussia                           |  |  |       |  |  |                              |  |  |                               |  |
|                                   |                                  | Guglielmina di Prussia                    | Luisa Amalia di Brunswick-Wolfenbüttel                 |  |  |       |  |  |                              |  |  |                               |  |
| Federico d'Orange-Nassau          |                                  | Guglielmina di Prussia                    |                                                        |  |  |       |  |  |                              |  |  |                               |  |
|                                   |                                  | Federico Guglielmo II di Prussia          | Augusto Guglielmo di Prussia                           |  |  |       |  |  |                              |  |  |                               |  |
|                                   |                                  | Federico Guglielmo II di Prussia          | Augusto Guglielmo di Prussia                           |  |  |       |  |  |                              |  |  |                               |  |
|                                   |                                  | Federico Guglielmo II di Prussia          | Luisa Amalia di Brunswick-Wolfenbüttel                 |  |  |       |  |  |                              |  |  |                               |  |
| Guglielmina di Prussia            |                                  | Federico Guglielmo II di Prussia          |                                                        |  |  |       |  |  |                              |  |  |                               |  |
|                                   |                                  | Federica Luisa d'Assia-Darmstadt          | Luigi IX d'Assia-Darmstadt                             |  |  |       |  |  |                              |  |  |                               |  |
|                                   |                                  | Federica Luisa d'Assia-Darmstadt          | Luigi IX d'Assia-Darmstadt                             |  |  |       |  |  |                              |  |  |                               |  |
|                                   |                                  | Federica Luisa d'Assia-Darmstadt          | Carolina del Palatinato-Zweibrücken-Birkenfeld         |  |  |       |  |  |                              |  |  |                               |  |
| Maria dei Paesi Bassi             |                                  | Federica Luisa d'Assia-Darmstadt          |                                                        |  |  |       |  |  |                              |  |  |                               |  |
|                                   | Federico Guglielmo II di Prussia | Augusto Guglielmo di Prussia              |                                                        |  |  |       |  |  |                              |  |  |                               |  |
|                                   | Federico Guglielmo II di Prussia | Augusto Guglielmo di Prussia              |                                                        |  |  |       |  |  |                              |  |  |                               |  |
|                                   | Federico Guglielmo II di Prussia | Luisa Amalia di Brunswick-Wolfenbüttel    |                                                        |  |  |       |  |  |                              |  |  |                               |  |
| Federico Guglielmo III di Prussia | Federico Guglielmo II di Prussia |                                           |                                                        |  |  |       |  |  |                              |  |  |                               |  |
|                                   |                                  | Federica Luisa d'Assia-Darmstadt          | Luigi IX d'Assia-Darmstadt                             |  |  |       |  |  |                              |  |  |                               |  |
|                                   |                                  | Federica Luisa d'Assia-Darmstadt          | Luigi IX d'Assia-Darmstadt                             |  |  |       |  |  |                              |  |  |                               |  |
|                                   |                                  | Federica Luisa d'Assia-Darmstadt          | Carolina del Palatinato-Zweibrücken-Birkenfeld         |  |  |       |  |  |                              |  |  |                               |  |
| Luisa di Prussia                  |                                  | Federica Luisa d'Assia-Darmstadt          |                                                        |  |  |       |  |  |                              |  |  |                               |  |
|                                   |                                  | Carlo II di Meclemburgo-Strelitz          | Carlo Ludovico Federico di Meclemburgo-Strelitz        |  |  |       |  |  |                              |  |  |                               |  |
|                                   |                                  | Carlo II di Meclemburgo-Strelitz          | Carlo Ludovico Federico di Meclemburgo-Strelitz        |  |  |       |  |  |                              |  |  |                               |  |
|                                   |                                  | Carlo II di Meclemburgo-Strelitz          | Elisabetta Albertina di Sassonia-Hildburghausen        |  |  |       |  |  |                              |  |  |                               |  |
| Luisa di Meclemburgo-Strelitz     |                                  | Carlo II di Meclemburgo-Strelitz          |                                                        |  |  |       |  |  |                              |  |  |                               |  |
|                                   |                                  | Federica Carolina Luisa d'Assia-Darmstadt | Giorgio Guglielmo d'Assia-Darmstadt                    |  |  |       |  |  |                              |  |  |                               |  |
|                                   |                                  | Federica Carolina Luisa d'Assia-Darmstadt | Giorgio Guglielmo d'Assia-Darmstadt                    |  |  |       |  |  |                              |  |  |                               |  |
|                                   |                                  | Federica Carolina Luisa d'Assia-Darmstadt | Maria Luisa Albertina di Leiningen-Dagsburg-Falkenburg |  |  |       |  |  |                              |  |  |                               |  |
|                                   |                                  | Federica Carolina Luisa d'Assia-Darmstadt |                                                        |  |  |       |  |  |                              |  |  |                               |  |

## Fonti
- thePeerage.com - Marie von Nassau, Princess of the Netherlands, su thepeerage.com.
- Genealogics - Leo van de Pas - Princess Marie of The Netherlands, su genealogics.org.
- The Royal House of Stuart, London, 1969, 1971, 1976, Addington, A. C., Reference: page 354.